# Erfurtský masakr (1349)
Erfurtský masakr bylo vyvraždění židovské komunity v německém Erfurtu, k němuž došlo ve dnech 21. a 22. března 1349. Údaje o počtu zabitých Židů se značně liší (od 100 do 3000). Všichni židovští přeživší byli z města vyhnáni. Někteří Židé sami zapálil své domy, aby tak nepadl jejich majetek do cizích rukou, navíc oni sami v plamenech zahynuli dřív, než mohli být zlynčováni. Mezi zavražděnými byl i přední talmudista Alexander Suslin. Erfurt nejvíce postihl mor v roce 1350, kdy během deseti týdnů zemřelo více než 16 tisíc obyvatel. Několik let po pogromu se Židé do Erfurtu vrátili a založili druhou komunitu, která byla zrušena městskou radou v roce 1458.

## Pozadí
Mnoho masakrů během epidemie černé smrti, k nimž docházelo nejen v Německu, ale i v dalších zemích, bylo reakcí na falešná obvinění Židů, že tuto epidemii způsobili. Jinde bylo zabíjení Židů ospravedlňováno tím, že vyvraždění Židů zabrání šíření moru do dané oblasti. Ačkoliv tato přesvědčení a doprovodné masakry často podporovali i místní biskupové nebo flagelanti, katolická církev, včetně papeže Klementa VI. (během jehož papežství mor vypukl a také se objevili flagelanti) a jeho nástupce Inocence VI., se proti těmto pogromům a pronásledování Židů postavila. V papežské bule vydané na konci roku 1349 papež Klement VI. odsoudil hnutí flagelantů a kritizoval jejich "prolévání židovské krve".

## Erfurtské rukopisy
Pogromy byly většinou doprovázeny rozsáhlým rabováním. Mezi předměty uloupenými při erfurtském masakru patřily i erfurtské rukopisy psané v hebrejštině, včetně Tosefty, která je nejstarším dochovaným rukopisem tohoto druhu a pochází z 12. století.
Po masakru se erfurtské rukopisy, včetně Tosefty, dostaly do vlastnictví městské rady Erfurtu a na konci 17. století skončily v knihovně luteránské evangelické církve v Erfurtu, v bývalém augustiniánském klášteře. Byly znovuobjeveny v knihovně v roce 1879 a šestnáct z těchto rukopisů bylo v roce 1880 převezeno do Královské knihovny v Berlíně, kde jsou dosud uloženy pod označením Erfurtská sbírka. Podle jednoho zdroje se na rukopisu Tosefta nacházejí krvavé skvrny.
Mnoho erfurtských Židů před útokem preventivně ukrylo své cennosti. Jedna taková skrýš, pravděpodobně patřící obchodníkovi Kalmanovi z Wiehe, byla nalezena v roce 1998. Obsah skrýše, známý jako erfurtský poklad, je trvale vystaven v nově zrekonstruovaném muzeu ve Staré synagoze v Erfurtu, která byla postavena v 11. století.